# Viktor Emmerig

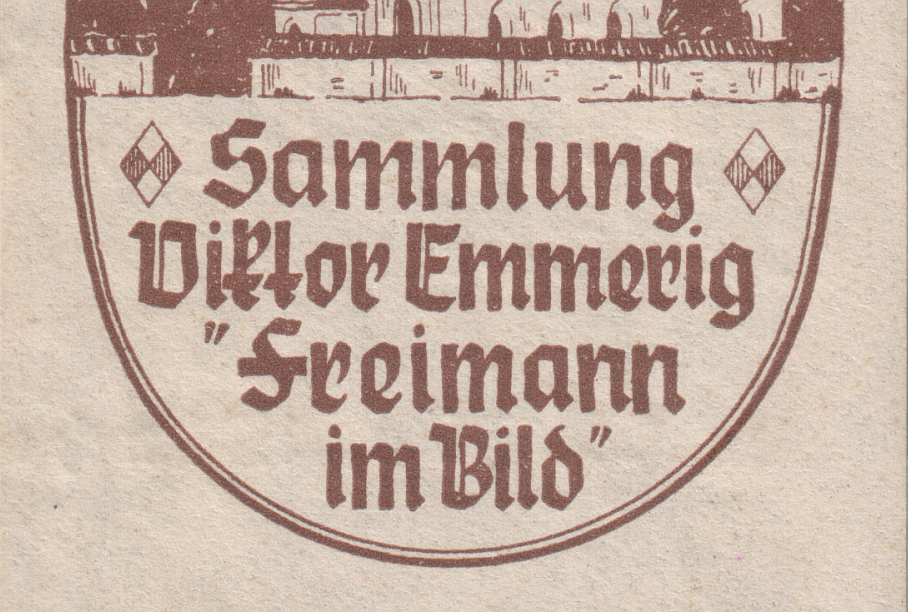
Exlibris, „Sammlung Viktor Emmerig“ (untere Hälfte, die obere Hälfte zeigt die Heilig-Kreuz-Kirche in Fröttmaning)

Viktor Emmerig (* 28. Juni 1883 in Lauingen; † 26. Mai 1951) war ein deutscher Heimatforscher.
Emmerig kam als Rektor an die Pestalozzi-Schule im Münchener Stadtteil Freimann. Hier arbeitete er umfassend die Ortsgeschichte von Freimann auf. Bei seinem Tod 1951 hinterließ er der Stadt eine umfangreiche Sammlung von Wappen, Bildern und Puppen.
Eingedenk seiner heimatgeschichtlichen Verdienste benannte die Stadt München 1966 in Freimann einen Weg nach Emmerig.